# فرودگاه باددک، کرون جول
فرودگاه باددک، کرون جول (به انگلیسی: Baddeck (Crown Jewel) Airport) یک فرودگاه خصوصی است که یک باند فرود شن دارد و طول باند آن ۹۱۴ متر است. این فرودگاه در کشور ایالات متحده آمریکا قرار دارد و در ارتفاع ۸۹ متری از سطح دریا واقع شده‌است.